# Difusivitat tèrmica
En transmissió de calor, la difusivitat tèrmica (notació: {\displaystyle \alpha \,}, també s'empren sovint les notacions {\displaystyle \kappa }, {\displaystyle D}, i {\displaystyle k}) és la relació entre la conductivitat tèrmica i la capacitat tèrmica volumètrica.
{\displaystyle \alpha ={k \over {\rho c_{p}}}}
on:
- {\displaystyle k\,} : conductivitat tèrmica (Unitats SI: W/(m K))
- {\displaystyle \rho c_{p}\,} : capacitat tèrmica volumètrica (unitats SI: J/(m³K))
- {\displaystyle \rho \,} : densitat (unitats SI: kg/(m³))
- {\displaystyle c_{p}\,} : Calor específica (SI units : J/(kg K))

Les unitats en SI per a la difusivitat tèrmica són m²/s.
Les substàncies amb una elevada difusivitat ajusten ràpidament la seva temperatura a la del seu ambient, ja que condueixen ràpidament la calor en relació al seu 'nucli' tèrmic.
La difusivitat tèrmica de l'aire a 300 K és 0.000024 m²/s.